# Herb gminy Chrzypsko Wielkie

Herb gminy Chrzypsko Wielkie do 2017 r.

Herb gminy Chrzypsko Wielkie – jeden z symboli gminy Chrzypsko Wielkie, ustanowiony 2 marca 2017.

## Wygląd i symbolika
Herb przedstawia na tarczy w polu błękitnym trzy ryby (sielawy) złote w okrąg.
Symbolika herbu gminy Chrzypsko Wielkie nawiązuje do warunków naturalnych (przyrodniczych) obecnych na terytorium gminy i odnosi się do charakterystycznego gatunku ryby – sielawy, występującej najliczniej – na przestrzeni wieków w faunie wodnej obszaru chrzypskiego. W ikonografii chrześcijańskiej ryba symbolizuje Chrystusa (pierwsze cztery zdania zapisane w języku greckim tj. Jezus Chrystus Syn Boży Zbawiciel, tworzą greckie słowo ryba). Ryby pojawiają się również w polskich herbach szlacheckich m.in. w herbie Korzbok (w trzy karpie), Hołobok (pół łososia), Wadwicz (dwa pstrągi), Glaubicz (karaś). Istotnym elementem składowym herbu są barwy, zarówno godła, jak i pola tarczy, w którym jest ono umieszczone. Dla pola tarczy przyjęto jedną barwę – błękitną. Ryby są barwy złotej. Położenie wsi Chrzypsko Wielkie nad dużym i czystym jeziorem Chrzypskim powodowało, iż miejscowi rybacy często wyławiali z akwenu właśnie ten cenny gatunek ryby, jakim jest sielawa. Sielawa po dziś dzień występuje w wodach jeziora, które od wieków znaczyło wiele dla miejscowości. Od 1989 roku gmina obchodzi swoje święto, zwane Dniami Wędzonej Sielawy.